# ホリールード寺院

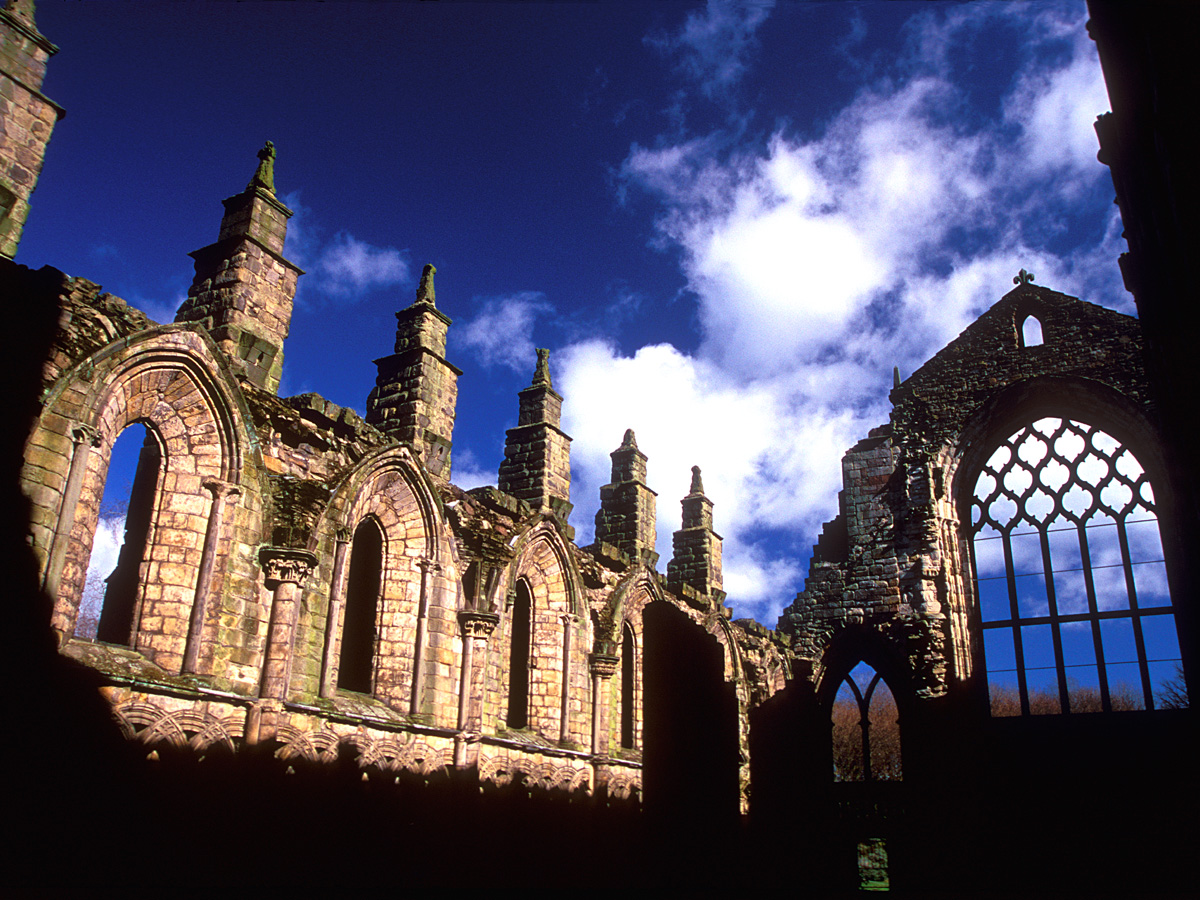
ホリールード寺院の廃墟

ホリールード寺院 （Holyrood Abbey）は、スコットランド・エディンバラにかつてあったアウグスティヌス派寺院で、現在は廃墟となっている。寺院は、1128年にスコットランド王デイヴィッド1世により建てられた。現在、寺院の廃墟の隣にはホリールード宮殿が建っている。

## 名前の由来
“ルード”とは古い言葉で『十字架』の意味である。デイヴィッド1世が森で狩りの最中苦難に遭遇したとき、角の間に光り輝く十字架を持つ牡鹿から命を救われたため、その場所に教会を寄進したという伝説がある。

### 寺院創設の伝説
1127年、デイヴィッド1世はエディンバラ近郊の森へ狩りに出かけた。獲物を見つけた彼は突然、牡鹿の2本の角に危険を感じた。上ストラスクライドのクロフォード氏族であるジョハンズとグレガンの2人兄弟が、王を救出した。謝意を表し、王は兄弟たちを騎士に取り立て、同じ年にホリールード寺院を建てた。その逸話から、のちクロフォード家の分家が、寺院創設を記念して金の十字架を角の間にいただく牡鹿の紋章を採用した。この一族はモットーTutum Te Robore Reddam（私たちの力はあなたを救うためにある）を用いた。

## 歴史と廃墟

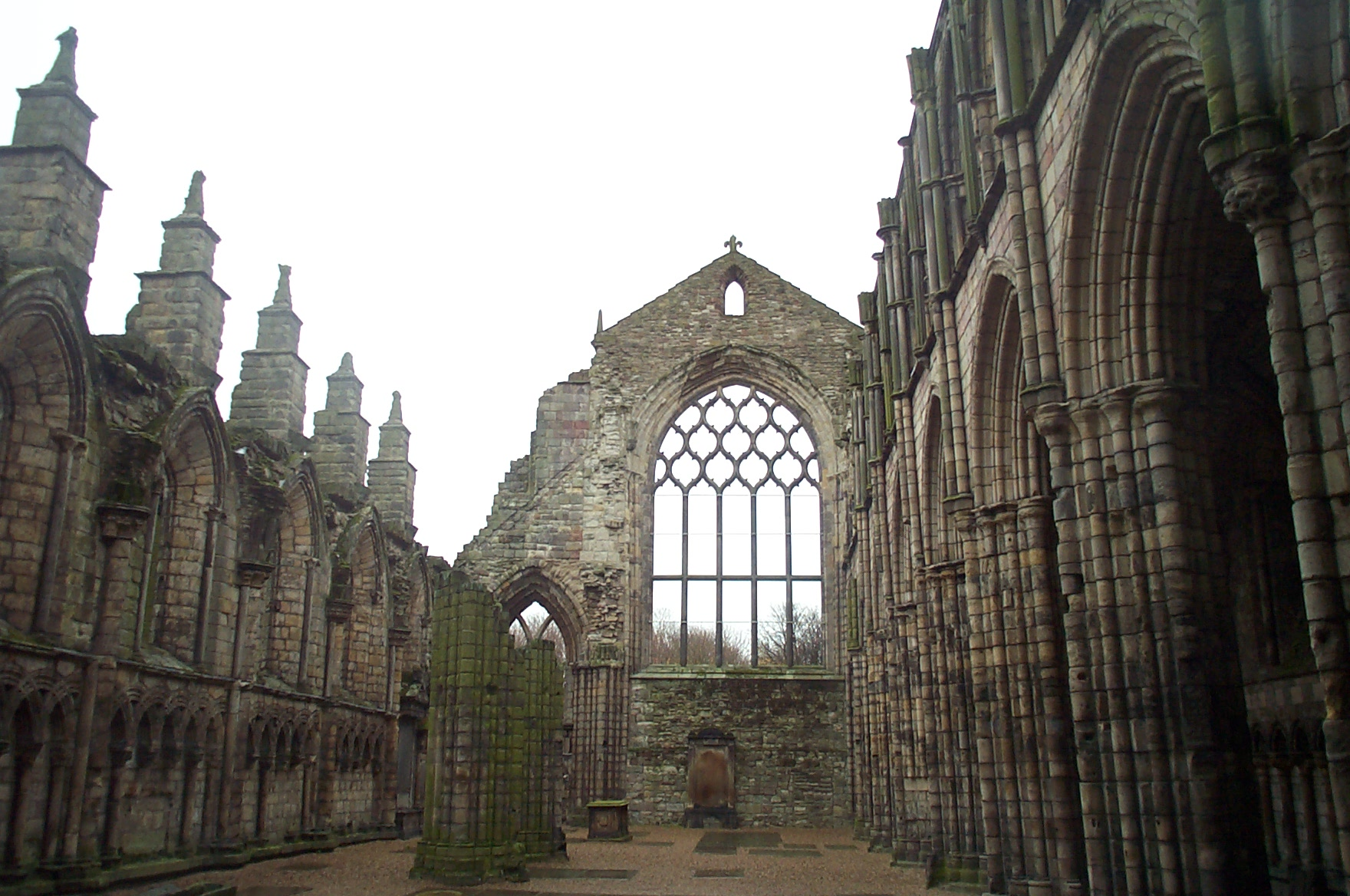
宮殿に隣接した寺院の廃墟

15世紀から、多くの戴冠式と結婚式がこの寺院で執り行われた。多くの弾圧や略奪も受けた。
イングランド王ヘンリー8世とエドワード・シーモアによる『手荒な結婚申し入れ（ラフ・ウーイング）』（まだ幼いメアリー1世と、ヘンリー8世の嫡子エドワードの結婚でスコットランド王位を手に入れようとした事件）の戦いの間、1544年にハートフォード伯により寺院は略奪の被害にあい、護国卿サマセット公は建物に損害を与えた。
ジェームズ7世（イングランド王としてはジェームズ2世）は、ホリールード宮殿にイエズス会派の大学を建て、1688年5月に寺院をローマ・カトリック教会の教会堂にさせた。プロテスタントの会衆らは自分たちの祈りの場として、新しいカノンゲイト教会を設立した。同じ年の11月、オラニエ公ヴィレム（ウィリアム3世として即位する）による名誉革命が起き、それまでのカトリック優遇への反動からエディンバラ市民は教会や王室納骨堂の略奪に走った。寺院の屋根を含む復興活動が1758年になされたが、屋根は1768年の大暴風で被害を受け、現在まで廃墟のままになっている。

## ディーエル・プレイスのホリールード・アベイ教会
スコットランド教会は、いまだ修道会名を『ホリールード・アベイ』としているが、この修道会はのちヴィクトリア朝期にエディンバラのディーエル・プレイスに教会を建てた。古いホリールード寺院と遠くない距離である。教会の建物は1900年12月に開かれ『アベイヒル自由連合教会』といった。
1843年のスコットランド教会の分裂により、カノンゲイト教会の修道会の一部は『ホリールード自由教会』へ変わった。新しい建物がホリールード宮殿の前に建てられた。この修道会は1915年にアベイヒル自由連合教会と統合され、今後はディーエル・プレイスの教会を使用することになった。1929年にスコットランド自由連合教会とスコットランド教会が統合し、修道会はホリールード・アベイ教会の名で知られるようになった。2006年から2007年にかけ、建物は広範囲に改良が成された。
現在、スコットランドのホリールード・アベイ教会修道会は、保守福音主義としてエディンバラでよく名前が通っている。
かつてのホリールード自由連合教会の建物は宮殿に隣接し、長年店舗として使用されてきた。2003年、広範囲に改修され、イギリス王室の収集品を展示する『クイーンズ・ギャラリー・エディンバラ』として再オープンした。